# Вир (појава)
Вир или вртлог је кружно кретање воде које се јавља у неким деловима водених басена или токова захваљујући спајању двеју супротних струја. До тога долази приликом тока воде уз обалу, код оштрог ширења или скретања корита, на ушћима и слично. Морски вирови настају сударом таласа осеке и плиме, као и међусобно супротних морских струја.

## Типови вртлога
Вртлози могу бити различите величине, од врло малих, једва приметних, до оних који могу заузети готово цело корито. Према кретању водених струја они се деле на:
- „вртлоге циклонског типа“ (код њих се на површини воде образује благо испупчење и крећу се од дна према горе износећи материјал на површину, најчешће се формирају иза низводних делова аде).
- „вртлоге антициклонског типа“ (код њих се на површини воде формира улегнуће у виду левка, а сам вир допире до дна корита где ствара велика удубљења џиновске лонце вршећи вртложну ерозију — еворсију).

## Вртлози у свету
Вирови су честа појава на рекама и морима, али су много интересантнији на речним токовима. У Србији су чести на Дунаву у клисури Госпођин вир, где је један такав, зван „Гаригири“, достигао дубину од 82 метра. Има их и на Сави, од којих је најдубљи код Сремске Митровице — 28 метара. На реци Конго низводно од луке Матади, налази се вртлог широк чак 1200 метара. Формирао се на оштром скретању тока, где се сужава на свега 450 метара и улази у Паклени котао (фр. Chaudron d' enfer), пречника 2 km и дубине 166 метара, што је уједно и највећа речна дубина на свету и највећи вртлог антициклонског типа на свету.